# 정읍 무성리 석불입상
정읍 무성리 석불입상(井邑 武城里 石佛立像)은 대한민국 전북특별자치도 정읍시 칠보면 무성리의 작은 암자 안의 법당에 모셔져 있는 불상이다. 1998년 1월 9일 전라북도의 유형문화재 제157호로 지정되었다.

## 개요
현재 전라북도 정읍시 칠보면 무성리의 작은 암자 안의 법당에 모셔져 있는 불상이다. 무릎 아래는 땅에 묻혀 있으며 땅 위로 드러난 부분도 불단(佛壇)에 의해 상당 부분이 가려져 있다.
불상은 민머리이며 머리에 마치 두건을 쓴 것처럼 보인다. 얼굴은 긴 타원형이며 입은 불룩하게 튀어나오게 조각되었다. 귀는 길어 목부분까지 이어지며, 목은 짧게 표현되어 있다.
목에 있어야 할 3줄의 삼도(三道)는 가슴 부분에 표현되어 있으며, 양 어깨에 걸쳐진 옷자락은 U자형의 주름을 만든다. 왼손은 손등을 보이며 손끝이 땅을 향하고 있고, 오른손은 가슴 부분에 대고 있는데 손모양이 분명하지 않다.
불상의 드러난 높이는 2.4m이고 하복부의 폭은 1.15m이며, 고려시대에 만든 것으로 추정된다.

## 참고 자료
- 무성리석불입상 - 국가유산청 국가유산포털